# برنجی جانبی
برنجی جانبی (نام علمی: Oryzopsis lateralis) نام یک گونه از سردهٔ برنجی است. این سرده در ایران ده گونه گیاه گندمی پایا دارد که در مناطق کوهستانی می‌رویند و از گیاهان باارزش مرتعی محسوب می‌گردند.